# Ghost in the Shell (film 2017)
Ghost in the Shell – amerykański film akcji science fiction z 2017 w reżyserii Ruperta Sandersa na podstawie japońskiej mangi o tej samej nazwie autorstwa Masamune Shirowa.

## Opis fabuły
Główną bohaterką filmu jest Major, cyborg stojąca na czele Sekcji 9, elitarnej jednostki do zwalczania cyberterroryzmu. Zostają skierowani do walki z tajemniczym hakerem, który nie zatrzyma się przed niczym, aby zniszczyć firmę Hanka Robotics.

## Obsada

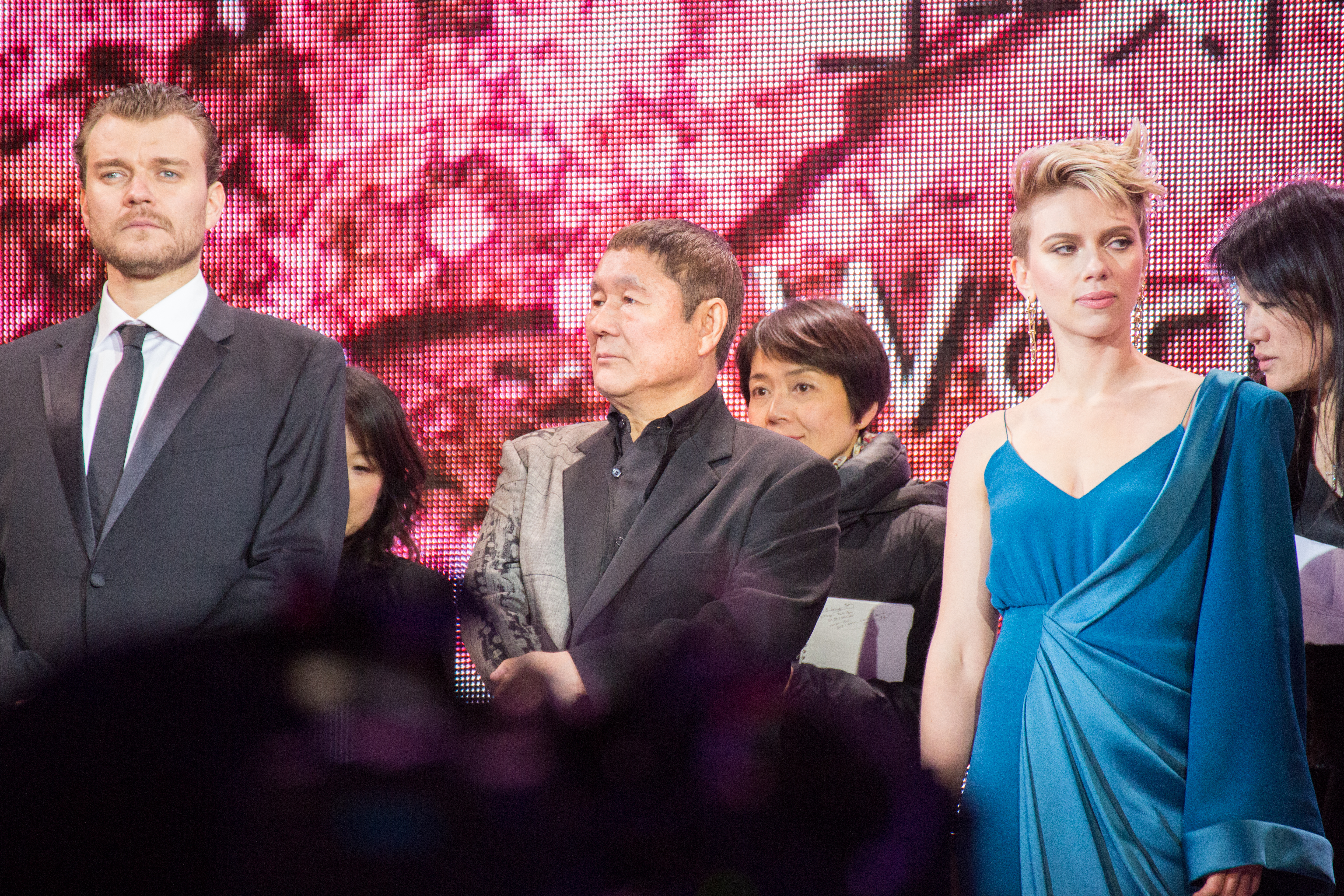
Pilou Asbæk, Kitano Takeshi i Scarlett Johansson na premierze filmu

- Scarlett Johansson jako Major (Motoko)
- Takeshi Kitano jako Daisuke Aramaki
- Michael Pitt jako Kuze
- Pilou Asbæk jako Batou
- Juliette Binoche jako dr Ouelet
- Chin Han jako Togusa
- Rila Fukushima jako gejsza-robot
- Chris Obi jako ambasador Kiyoshi
- Peter Ferdinando jako Cutter
- Lasarus Ratuere jako Ishikawa
- Tawanda Manyimo jako Borma
- Yutaka Izumihara jako Saito[8]

## Odbiór

### Box office
Budżet filmu wyniósł 110 mln USD. W Stanach Zjednoczonych i Kanadzie film zarobił 40,6 mln USD. W innych krajach przychody wyniosły 129,2 mln, a łączny przychód z biletów 169,8 miliona dolarów.

### Krytyka w mediach
Film spotkał się z mieszaną reakcją krytyków. W serwisie Rotten Tomatoes 43% z 277 recenzji jest pozytywne, a średnia ocen wyniosła 5,47/10. Na portalu Metacritic średnia ocen z 42 recenzji wyniosła 52 punkty na 100.